# Mitch Clarke
Mitchell Bradley Clarke, mais conhecido como Mitch Clarke (Saskatoon, 24 de novembro de 1985), é um ex-lutador de artes marciais mistas canadense, que competia no peso-leve.

## Carreira no MMA

### Início de carreira
Clarke estreou profissionalmente no MMA em maio de 2007. Ele lutou exclusivamente no Canadá e acumulou um cartel de 9 vitórias e nenhuma derrota antes de assinar com o Ultimate Fighting Championship.

### Ultimate Fighting Championship
Ele fez sua estreia no UFC no UFC 140 em Toronto contra o também estreante John Cholish. Ele foi derrotado por Nocaute Técnico no segundo round, o que resultou em sua primeira vitória no MMA profissional.
Ele enfrentou Anton Kuivanen no dia 21 de julho de 2012 no UFC 149. Saiu derrotado por decisão dividida.
Clarke encarou o inglês John Maguire em 15 de junho de 2013 no UFC 161. Ele venceu por decisão unânime.
Ele então lutou contra Al Iaquinta no UFC 173, em sua primeira luta fora do Canadá. Depois de ser dominado no primeiro round, ele venceu a luta por finalização no segundo round. Esta vitória o deu seu primeiro bônus de Performance da Noite.
Clarke enfrentou Michael Chiesa em 4 de abril de 2015 no UFC Fight Night 63. Ele perdeu a luta por decisão unânime.
Em seguida Clarke lutou com Joseph Duffy no dia 7 de julho de 2016 no UFC Fight Night 90. Ele foi derrotado por finalização no primeiro minuto do primeiro round. 

## Campeonatos e realizações
- Evolution Fighting Championships
  - EFC Lightweight Championship (Uma vez)
- The Fight Club
  - TFC Lightweight Championship (Uma vez)
- Ultimate Fighting Championship
  - Performance da Noite (Uma vez)

## Cartel no MMA
| Cartel no MMA   |             |            |
| 15 lutas        | 11 vitórias | 4 derrotas |
| Por nocaute     | 1           | 1          |
| Por finalização | 7           | 1          |
| Por decisão     | 3           | 2          |

| Res.    | Cartel | Oponente          | Método                                  | Evento                                 | Data       | Round | Tempo | Local                   | Notas                                  |
| ------- | ------ | ----------------- | --------------------------------------- | -------------------------------------- | ---------- | ----- | ----- | ----------------------- | -------------------------------------- |
| Derrota | 11-5   | Alex White        | Nocaute Técnico (chute frontal e socos) | UFC 215: Nunes vs. Shevchenko II       | 09/09/2017 | 2     | 4:36  | Edmonton, Alberta       | Anunciou a sua aposentadoria.          |
| Derrota | 11-4   | Joseph Duffy      | Finalização (mata leão)                 | UFC Fight Night: dos Anjos vs. Alvarez | 07/07/2016 | 1     | 0:27  | Las Vegas, Nevada       |                                        |
| Derrota | 11-3   | Michael Chiesa    | Decisão (unânime)                       | UFC Fight Night: Mendes vs. Lamas      | 04/04/2015 | 3     | 5:00  | Fairfax, Virgínia       |                                        |
| Vitória | 11-2   | Al Iaquinta       | Finalização Técnica (d'arce choke)      | UFC 173: Barão vs. Dillashaw           | 24/05/2014 | 2     | 0:57  | Las Vegas, Nevada       | Performance da Noite.                  |
| Vitória | 10-2   | John Maguire      | Decisão (unânime)                       | UFC 161: Evans vs. Henderson           | 15/06/2013 | 3     | 5:00  | Winnipeg, Manitoba      |                                        |
| Derrota | 9-2    | Anton Kuivanen    | Decisão (dividida)                      | UFC 149: Faber vs. Barão               | 21/07/2012 | 3     | 5:00  | Calgary, Alberta        |                                        |
| Derrota | 9-1    | John Cholish      | Nocaute Técnico (socos)                 | UFC 140: Jones vs. Machida             | 10/12/2011 | 2     | 4:36  | Toronto, Ontario        |                                        |
| Vitória | 9-0    | Eddie Rincon      | Decisão (unânime)                       | EFC 8: Aggression                      | 23/04/2011 | 3     | 5:00  | Lloydminster, Alberta   | Luta da Noite.                         |
| Vitória | 8-0    | Josh Machan       | Finalização (mata leão)                 | The Fight Club 11                      | 10/09/2010 | 2     | 0:43  | Edmonton, Alberta       | Ganhou o TFC Lightweight Championship. |
| Vitória | 7-0    | Brandon MacArthur | Finalização (mata leão)                 | The Fight Club 10                      | 19/03/2010 | 2     | 1:14  | Edmonton, Alberta       | Peso casado (72,5).                    |
| Vitória | 6-0    | Travis Briere     | Decisão (unânime)                       | Adrenaline 1                           | 02/10/2009 | 3     | 3:00  | Edmonton, Alberta       |                                        |
| Vitória | 5-0    | Adam Hunsperger   | Finalização (guilhotina)                | The Fight Club 7: Full Throttle        | 30/05/2009 | 1     | 0:56  | Edmonton, Alberta       |                                        |
| Vitória | 4-0    | Paul Grandbois    | Finalização (chave de braço)            | EFC 2: Redemption                      | 14/03/2009 | 2     | 2:41  | Lloydminster, Alberta   | Defendeu o cinturão meio-médio do EFC. |
| Vitória | 3-0    | Darren Ford       | Finalização (guilhotina)                | EFC 1: First Conflict                  | 20/09/2008 | 1     | N/A   | Lloydminster, Alberta   | Ganhou o cinturão meio-médio do EFC.   |
| Vitória | 2-0    | Jase Nibourg      | Nocaute Técnico (socos)                 | KOTC: Brawl in the Mall 2              | 19/10/2007 | 1     | 3:41  | Edmonton, Alberta       |                                        |
| Vitória | 1-0    | Jase Nibourg      | Finalização (estrangulamento)           | XCW: Extreme Cage Warz                 | 12/05/2007 | N/A   | N/A   | Saskatoon, Saskatchewan |                                        |